# Bateliers du Rhin
Les Bateliers du Rhin est un groupe de résistance français pendant la Seconde Guerre mondiale qui travaille pour les services de renseignements britanniques. Grâce à leur liberté de circulation sur les fleuves et leur possibilité de franchir la frontière suisse, les bateliers renseignent les services secrets britanniques sur les activités militaires allemandes et l'efficacité des bombardements dans les vallées du Rhin et la Sarre.

## Histoire
Pendant la Seconde guerre mondiale, les bateliers du Rhin ont l'autorisation des autorités allemandes de franchir la frontière suisse pour décharger leur cargaison près de Bâle. La Résistance alsacienne et les services de renseignement recherchent la coopération des bateliers.
Voulant profiter de cette situation, en septembre 1941, le résistant Arthur Bossler, responsable d'une filière d'évasion, contacte les bateliers Emile Wendling et Charles Lieby pour faire passer à bord de leurs péniches des prisonniers de guerre (PG) évadés en Suisse. Si l'on est certain qu'ils ont été approchés, en revanche, on ne dispose pas assez d'élément pour affirmer que les bateliers ont convoyé des fugitifs.

### Agents pour les renseignements britanniques
De son côté, à Bâle, Lucien Jacob en s'approvisionnant dans un magasin tenu par une dénommée madame Schneider entre en contact avec les services de renseignements britanniques. Il reçoit pour mission de surveiller les installations allemandes le long du Rhin plus particulièrement celles du port du Rhin à Strasbourg. Il doit rendre compte des  conséquences des bombardements sur Sarrebruck. En août 1942, il demande à son beau-frère Emile Wendling de l'aider pour cette mission. Ce dernier doit se rendre à Volklingen près de Sarrebruck pour livrer un chargement. Il lui demande de réunir tous les renseignements concernant les dégâts causés par les bombardements de la région (nombre de maisons détruites, l'impact psychologique sur la population civile et les moyens de défense antiaérienne…). En septembre, Emile Wendling remet un rapport détaillé à Lucien Jacob. Mi-octobre 1942, c'est Charles Lieby qui est chargé de transmettre les renseignements obtenus à madame Schneider en Suisse. Lucien Jacob y rajoute une liste des noms de 15 agents au service de l'Allemagne, envoyés en zone libre. En effet, sa nièce, Georgette Schenk travaille comme sténodactylo au service des laissez-passer à Strasbourg. Elle recopie discrètement les noms des agents et les lui transmet. Elle lui fournira trois autres listes,.
C'est par des amis bateliers que Joseph-Louis Metzger entre en contact avec Madame Schneider. Il travaille dans une école à proximité de la ligne de chemin de fer Bâle - Mulhouse. Il  recueille des informations sur le trafic ferroviaire sur cette ligne et sur l'activité de la gare de Saint-Louis. Il s'intéresse également aux usines d'armements de Mulhouse et des environs.

### Arrestation
À la suite d'une dénonciation, le 27 octobre 1942, Joseph-Louis Metzger est arrêté par la Gestapo à Saint-Louis. Le 29 vers 10 heures du matin, au port du Rhin, les bateliers, Lucien Jacob, Charles Lieby, Emile Wendling et son épouse, Jeanne, sont interpellés. Joseph-Louis Metzger est conduit à la prison de Mulhouse, les autres sont internés aux prisons de Kehl et Offenburg d'où Jeanne Wendling est libérée le 24 novembre 1942,.
Le 9 février 1943, Berthe Schenk, la sœur de Lucien Jacob, et sa fille Georgette sont arrêtées par la Gestapo à Strasbourg et emprisonnées à Kehl.
Le 1er mars 1943, les inculpés sont transférés à la prison Alt-Moabit de Berlin. Les 26 et 27 mai 1943 à Berlin-Charlottenbourg ils sont jugés par le  4e Sénat du Reichskriegsgericht pour espionnage au profit d'une puissance ennemie. Les quatre hommes sont condamnés à la peine de mort et à une amende de 250 Reichmarks et 30 francs suisses pour récompenser les auteurs de la dénonciation.
Georgette et Berthe Schenk sont acquittées et libérées. À leur retour à Strasbourg, elles seront une nouvelle fois arrêtées, le 20 juillet 1943 par la Gestapo et déportées au camp de sûreté de Vorbruck-Schirmeck sans jugement jusqu'à la libération,.
Le recours en grâce des quatre condamnés à mort est rejeté le 24 juin 1943 et le jugement est confirmé.
Le 27 septembre 1943 à huit heures du matin, Lucien Jacob, Charles Lieby, Joseph-Louis Metzger et Emile Wendling sont guillotinés à la prison Roter Ochse à Halle-sur-Saale,.

## Les membres du groupe
- Lucien Jacob, né le 6 novembre 1902 à Bisping, est responsable de la péniche Mont Blanc III appartenant au Comptoir rhénan, une compagnie de navigation suisse. Il effectue de nombreux trajets sur le Rhin entre Anvers, Strasbourg et Bâle[1].

- Emile Wendling, né le 10 mai 1913 à Rockerhausen, est batelier sur la péniche La Pierre appartenant à la compagnie de navigation fluviale Vongerichten à Illkirch-Graffenstaden[2].

- Charles Lieby, né le 31 octobre 1908 à Mittersheim, beau-frère d'Emile Wendling, est responsable de la péniche Nil, appartenant à un Strasbourgeois. Comme son beau-frère, il effectue également de nombreux déplacements sur le Rhin et sur la Sarre[1].

- Joseph-Louis Metzger, né le 5 décembre 1905 à Saint-Louis, est chauffagiste à Saint-Louis[1].

- Berthe Schenk, née Jacob le 31 juillet 1901 à Offendorf est la sœur de Lucien Jacob et la mère de Georgette née le 13 octobre 1919[1].